# Kripo live

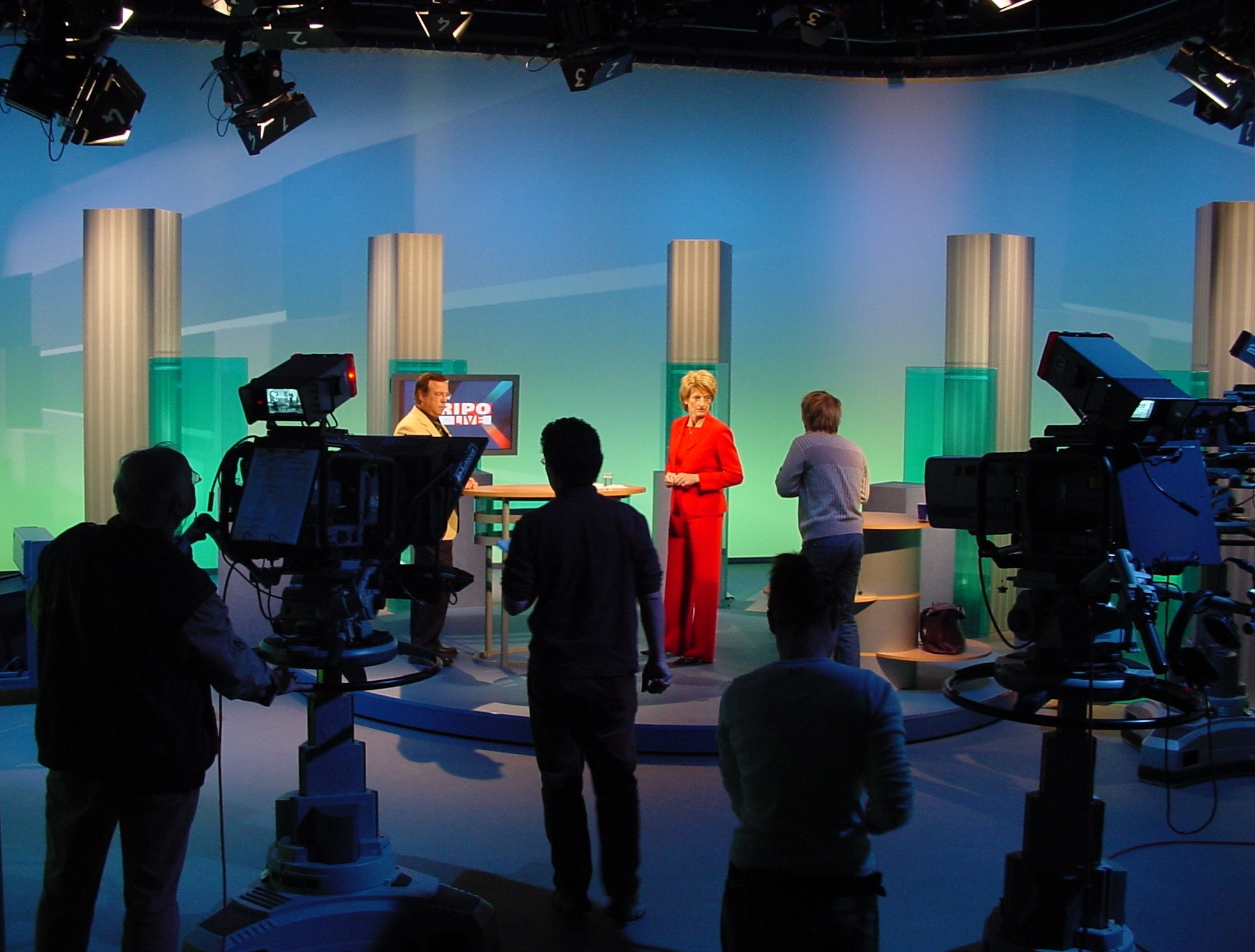

Kripo live ist eine Fernsehsendung des Mitteldeutschen Rundfunks (MDR).
Ursprünglich wurde die Sendung auf DFF 2 in unregelmäßigen Abständen und auf verschiedenen Sendeplätzen ausgestrahlt und lief dort erstmals am 19. Mai 1990. Nach der Abschaltung von DFF2 übernahm der MDR die Sendung am 5. Januar 1992 und strahlt sie seitdem jeden Sonntag um 19:50 Uhr für 25 Minuten aus.
In der Sendung werden von der Kriminalpolizei ungeklärte Straftaten vorgestellt und die Zuschauer gebeten, sachdienliche Hinweise zur Aufklärung zu machen. Im Gegensatz zu Aktenzeichen XY … ungelöst behandelt Kripo live jedoch nicht nur Kapitalverbrechen, sondern auch weniger schwerwiegende Straftaten. Moderiert wurde die Sendung anfangs von Heike Lebe, die später ins Produktionsteam wechselte und die Moderation an Birgit von Derschau abgab, welche bis 2013 durch die Sendung führte. Ihre Vertretung war Steffi Kopp von der Polizei Thüringen.
Die Moderatorin und Autorin Birgit von Derschau wurde im Jahr 2000 als Ehren-Kriminalkommissarin, 2002 als Ehren-Kriminaloberkommissarin und 2011 als Ehren-Kriminalhauptkommissarin geehrt. Sie ist Ehrenmitglied des Bundes Deutscher Kriminalbeamter.
Die Einschaltquote liegt seit Beginn der Ausstrahlung im obersten Segment der im Regionalfernsehen erreichbaren Reichweite. Somit ist Kripo live zu einem der erfolgreichsten Formate des deutschen Fernsehens geworden. 
Am 27. Juni 1999 wurde in der Sendung nach dem Mörder Dieter Zurwehme gesucht, woraufhin eine Anruferin allein aufgrund der Merkmale „Rucksack und Spazierstock“ den deutlich anders aussehenden Pensionär Friedhelm Beate verdächtigte, der dann von angerückten Zivilfahndern erschossen wurde.
Am 10. April 2011 wurde die 1000. Sendung ausgestrahlt. Am 5. September 2013 gab der MDR bekannt, dass Birgit von Derschau ab dem 6. Oktober 2013 durch Axel Bulthaupt ersetzt wird. Zudem zieht man mit dem Studio von Dresden nach Leipzig. Unter Bulthaupt wird die Sendung zur kriminaltechnischen Dokumentation umkonzeptioniert und es gibt einen Ermittlungs- und Laborbereich, wo Bulthaupt die einzelnen Fälle nachstellt. Bulthaupts Vertretung übernahm Franziska Schenk.
Seit 2020 moderiert Gerald Meyer die Sendung. Vertreten wird Meyer von Susann Reichenbach.